# Клопшток, Фридрих Готлиб
Фри́дрих Го́тлиб Кло́пшток (нем. Friedrich Gottlieb Klopstock; 2 июля 1724, Кведлинбург — 14 марта 1803, Гамбург) — один из важнейших немецких поэтов. Наиболее известен как автор эпической поэмы «Мессиада». Эмоциональный, возвышенный стиль Клопштока оказал влияние на поэзию Германии XIX—XX веков и на формирование движения «Буря и натиск».

## Биография
Родился в Кведлинбурге, сын чиновника. Религиозное настроение было для него и отечественным, и семейным преданием: в Кведлинбурге была в то время сильная партия пиетистов, а о его отце рассказывают, что, находясь однажды в обществе людей, слишком вольно говоривших о религии, он ударил рукой по шпаге и сказал: «Господа, кто намерен говорить против Бога, тот будет иметь дело со мной». Он был также восторженным поклонником Фридриха II.
Клопшток провёл раннее детство в деревне. Будучи в школе, он зачитывался критическими и эстетическими статьями Бодмера и Брейтингера, и когда начались разногласия между «швейцарцами» и Готшедом, он вполне сознательно стал на сторону первых, в патриотически-религиозном настроении которых находил выражение собственных убеждений. Рано он задумал осуществить собой мечтания Бодмера о близком появлении великого немецкого эпика; сперва хотел остановиться на историческом лице — Генрихе Птицелове, потом стал разрабатывать план «Мессиады». В Йенском и Лейпцигском университетах он занимался и теологией, и филологией, но не желал сосредоточиться на какой-нибудь специальности, так как собирался быть только поэтом.
Первые песни «Мессиады» он написал ещё в Йене, сначала прозой. В Лейпциге он сошёлся с издателями журнала «Bremische Beiträge» и напечатал там в 1748 году 3 первые песни своей поэмы, без подписи автора. Они возбудили большой интерес в публике и критике; Бодмер приветствовал их восторженно, найдя в лице Клопштока осуществление своего идеала, немецкого Мильтона. Готшед и его партия, которым не нравился и сам Мильтон, отнеслись к новой поэме более чем холодно. В том же 1748 году Клопшток принял место домашнего учителя в Лангензальце, где влюбился в свою кузину, которую воспевал под именем Фанни. В 1750 году он, по приглашению Бодмера, поехал в Цюрих и пробыл там около полугода; но личное знакомство между главой литературной партии и наиболее талантливым её представителем скорее отдалило, нежели сблизило их. Бодмер в это время был уже далеко не молод и довольно педантичен; он воображал, что Клопшток будет проводить все время с ним и умственно питаться его наставлениями, — а Клопшток был полон жизни, любил вино и женское общество. Они расстались очень недовольные друг другом, что, впрочем, не повлияло на их отношения как поэта и критика.
В 1751 году Клопшток поехал через Гамбург в Копенгаген, так как датский король Христиан V, по ходатайству министра Бернсторфа, назначил ему 400 талеров ежегодной пенсии впредь до окончания «Мессиады». В Гамбурге он познакомился с даровитой девушкой Маргаритой (Метой) Моллер, которую он позднее воспевал под именем Сидли и на которой он женился в 1754 году (она умерла в 1758 году, и Клопшток в 1759 году издал её сочинения). «Мессиада» подвигалась вперёд довольно медленно, но многочисленные (часто писанные белыми стихами) оды Клопштока: любовные, патриотические, религиозные, небольшие поэмы и «бардиэты» — лирико-драматические пьесы из древнегерманской жизни (впрочем, с очень слабым колоритом эпохи) — приобретали ему симпатии публики и благотворно действовали на пробуждение немецкого самосознания. Когда Бернсторф вышел в отставку и переехал в Гамбург, туда за ним последовал и Клопшток (1771), продолжавший получать датскую пенсию. Здесь в 1773 году он окончил «Мессиаду» и издал последние 5 её песен. В конце 1774 года он, по приглашению маркграфа баденского, поехал в Карлсруэ, откуда через год вернулся в Гамбург с пенсией. В 1792 году женился на вдове фон Винтгем (Winthem); умер 14 марта 1803 года. Похоронен у церкви Кристиана в гамбургском районе Оттензен.
Последователи стиля Клопштока, «барды», воспевали прошлое Германии. Одним из них был известный поэт Карл Кречман.

## «Мессиада»

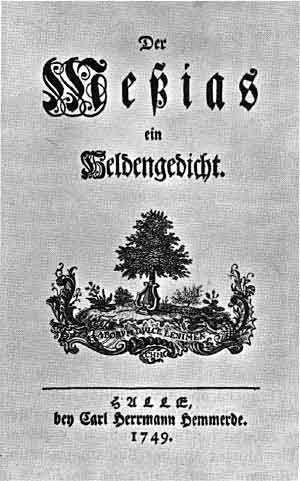
«Мессиада». Издание 1749 года

«Мессиада» составляет славу Клопштока. Во времена Гёте и даже при жизни самого Клопштока справедливо говорили, что её больше хвалят, чем читают. Немецкая нация гордилась ей как великой эпопеей в новом роде, но в самом начале XIX в. более наслаждалась сознанием, что у неё есть такая эпопея, нежели чтением её.
Проникнутая искренней религиозностью, блистающая многими глубоко поэтическими эпизодами, поэма Клопштока в общем — мертворождённое чадо, и главная причина этого в том, что Клопшток по природе своего таланта — не эпик, а лирик, только приурочивший свой лиризм к эпическому сюжету. Принимаясь за свою поэму, он не изучал ни Палестины, ни людей вокруг себя, а черпал все из своего чувствительного сердца и связывал свои излияния воображением и вкусом, развитым посредством изучения Мильтона и др. эпиков. По справедливому замечанию В. Шерера: «Мессиада» более походит на ораторию из Нового Завета, нежели на поэму. Более непосредственное и сильное влияние оказал Клопшток своими небольшими поэтическими произведениями, которые поражали современников и формой, и содержанием. Язык Клопштока несравненно богаче и свободнее языка всех его предшественников; он — великий мастер одним существительным или эпитетом не только дать ясное и поэтическое представление о предмете, но и возбудить то же настроение, какое было в его душе. Далее, Клопшток почти совсем отказался от рифмы и допускал поразительную свободу размера, причём, однако, благодаря поэтичности, силе и благозвучию его языка, стихи его никогда не бывают похожи на прозу, напечатанную короткими строчками.
В отношении содержания Клопшток — первый по времени национальный поэт новой Германии, глубоко преданный своей стране и гордый ею. Слепое поклонение древнему миру, не говоря уже о современной Франции или Италии, в его представлении — грех и позор для немца. Он своим примером положил конец рабской подражательности и пустозвонной риторике. Он изгнал из лирики классические божества и взамен их (совсем без богов и богинь обойтись тогда не считали возможным) ввёл божества немецкого, вернее — скандинавского Олимпа, хотя сам недавно познакомился с ними, а читателей должен был наставлять посредством подстрочных примечаний. Если его патриотизм был напускным, эта новая мифология и восторженное «поклонение предкам» были бы смешны. Но Клопшток писал только тогда, когда был вдохновлён, и только о том, что вдохновляло его; на миссию поэта он смотрел с глубоким уважением и сумел внушить таковое же публике. С XIV в. и до Клопштока в Германии только в духовной песне находили себе выражение искренняя, сильно возбуждённая чувствительность и идеализм, как возношение души над землёй. Клопшток перевёл их в разнообразные сферы душевной деятельности, в разнообразные формы поэтического творчества; вот почему в минуту полного духовного блаженства Вертер и Лотта выражают своё настроение его именем.

## Переводы
В России в XVIII столетии и начале XIX произведения Клопштока охотно помещались в сборниках и журналах.
В 1807 году В. С. Филимонов перевёл его трагедию «Смерть Адама» (М., отд. изд.).
«Мессиаду» перевёл прозой Алексей Кутузов (М., 1785—1787; 2-е изд., 1820—1821; первые десять песен). Новый перевод стихами был выполнен С. И. Писаревым (СПб., 1868).